# 氧宝龙环戊丙酸酯
氧宝龙环戊丙酸酯（英語：或oxabolone cypionate，开发代号：FI-5852，商品名有：Steranabol Depo、Steranabol Ritardo，化学名：4-羟基-19-去甲睾酮-17β-环戊丙酸酯，4-hydroxy-19-nortestosterone 17β-cypionate，或雌-4-烯-4,17β-二醇-3-酮-17β-环戊丙酸酯，estr-4-en-4,17β-diol-3-one 17β-cypionate）是一种有机化合物，分子式C26H38O4，可看作氧宝龙17β位置的3-环戊基丙酸酯，属于雄激素酯类同化類固醇。